# Африка, Сесил
Сесил Африка (англ. Cecil Afrika, род. 3 марта 1988) — южноафриканский регбист, выступающий на позиции флай-хава за сборную ЮАР по регби-7. Трижды чемпион Мировой серии по регби-7, бронзовый призёр Олимпиады в Рио-де-Жанейро.

## Биография
Окончил школу имени Хенти Силлиерса в Виргинии (Фри-Стейт), в 2006 году играл за сборную школьников. В 2008 году занял 3-е место на юниорском чемпионате мира. Игровую карьеру проводил в клубах «Грифонс» и «Фри Стейт Читаз». За сборную ЮАР по регби-7 дебютировал в Мировой серии сезона 2009/2010 на этапе в Дубае. На этапе в Лас-Вегасе в том же сезоне в игре против фиджийцев в одном из столкновений получил повреждение, из-за которого Сесила срочно увезли на носилках. В октябре 2010 года в составе сборной ЮАР стал бронзовым призёром турнира по регби-7 на Играх Содружества в Дели.
На этапе Мировой серии в 2010 году в ЮАР Сесил получил перелом челюсти, из-за чего в 2011 году не играл в Веллингтоне. Тем не менее, в сезоне 2010/2011 он стал лучшим бомбардиром по очкам (385) и по попыткам (40), за что в 2011 году удостоен премии Лучшего игрока в регби-7 от IRB (ныне World Rugby). В 2013 году в составе сборной ЮАР играл на чемпионате мира в Москве.
Африка был заявлен на Олимпиаду в Рио-де-Жанейро, войдя в заявку из 12 человек. В первом матче против Испании он занёс две попытки и провёл две реализации, набрав 14 очков и принеся победу 24:0. Во втором матче три попытки Африки помогли его команде обыграть Францию 26:0, а в третьей игре против Австралии он не играл (итог — поражение 5:12). Тем не менее, ЮАР вышла в четвертьфинал, где её противником опять стала Австралия, а Сесил успешно провёл одну реализацию и принёс победу 22:5. В полуфинале против Великобритании южноафриканцы проиграли 5:7, несмотря на усилия Сесила, но в матче за 3-е место две попытки и пять реализаций Сесила Африки принесли победу 54:14 над Японией и бронзовые медали Олимпиады.
С 2021 года играет за американский клуб «Сан-Диего Легион».